# Regne de Tessalònica
El Regne de Tessàlonica fou un estat croat establert pels croats francs/llatins després de la destrucció de l'Imperi Romà d'Orient l'any 1204. Els francs van ocupar aquests territoris que estaven dominats per Aleix III Àngel, emperador fugit a Macedònia i Tràcia. Aleix III i l'antic emperador Aleix V Ducas (que havia estat cegat per Aleix III) no van poder resistir als croats; el primer es va rendir i el segon va fugir al Peloponès però fou capturat.

## Història

### Antecedents
Després que els croats prengueren Constantinoble el 1204, tant els croats com els romans d'Orient pensaven que Bonifaci de Montferrat, líder de la croada, esdevindria el nou emperador. Els venecians consideraven que Bonifaci era massa afí a l'Imperi Romà d'Orient (el seu germà Conrad s'havia casat amb una dona de la família reial romana d'Orient). Els venecians volien un emperador al qui pogueren manipular més fàcilment, i aconseguiren que fos elegit emperador Balduí de Flandes.

### Creació
Un cop esvaïda la possibilitat d'ésser emperador Bonifaci es disposà a conquerir Tessalònica, la segona ciutat romana d'Orient en importància. Inicialment entrà en competència amb l'emperador Balduí, el qual també desitjava conquerir la ciutat. Bonifaci guanyà la disputa entregant als venecians el territori que se li havia assignat a Creta.
El 1204 Bonifaci capturà la ciutat i va establir un regne subordinat a Balduí (el títol de "rei" mai no fou emprat de forma oficial. Fonts del segle xiii i XIV suggereixen que Bonifaci basà la seva reclamació de Tessalònica afirmant que aquesta li havia estat atorgada al seu germà més jove Renier quan es va casar amb Maria Comnena el 1180.
El regne s'estengué per la costa de Tràcia, Tessàlia i Macedònia. Les seves fronteres internes restaren indefinides, ja que des de l'inici el regne va estar constantment en guerra amb el Segon Imperi Búlgar. Així mateix el derrocat emperador romà d'Orient Aleix III Àngel, el qual s'havia refugiat a Corint, també atacà el regne, tot i que fou ràpidament derrotat.
Bonifaci amplià el regne capturant l'illa d'Eubea, on hi establí la baronia de Negrepont, i ajudà altres croats a establir el Ducat d'Atenes i el Principat d'Acaia, els quals es convertiren en vassalls del Regne de Tessalònica.

### La rebel·lió llombarda
El regnat de Bonifaci I de Montferrat durà menys de dos anys i morí el 4 de setembre del 1207, quan fou emboscat pel tsar Kaloian de Bulgària. El regne passà a mans de Demetri de Montferrat, fill de Bonifaci. Atès que aquest encara era una criatura, el govern del regne caigué en mans del regent Oberto II de Biandrate secundat per nobles llombards. Dits nobles procuraren entronitzar Guillem VI de Montferrat, fill gran de Bonifaci, tot desafiant l'emperador llatí Enric I de Flandes. Enric s'enfrontà amb ells i els sotmeté el 1209, llavors va nomenar al seu germà Eustaci com a regent de Demetri.

### Guerra amb el Despotat de l'Epir i caiguda del Regne de Tessalònica
Aprofitant aquesta situació Miquel I de l'Epir, antic aliat de Bonifaci, atacà el regne l'any 1210, mentre que els búlgars feren el mateix. Inicialment Enric de Flandes els derrotà. Amb tot, després de la mort de Miquel I de l'Epir el 1214, el seu germà i successor Teodor I de l'Epir reinicià les hostilitats amb el regne.
Coronat Robert de Courtenay com a emperador el 25 de març de 1221, la primera pèrdua de Robert va ser el Regne de Tessalònica, tret de la seva capital, el 1222 davant Teodor I Àngel-Comnè Ducas de l'Epir. Preocupat per la situació, el papa Honori III va demanar una croada per a la defensa de Tessalònica. L'emperador alemany Frederic II va enviar alguns soldats en 1223 però l'atac de Joan III Vatatzes de Nicea va obligar a retirar aquestes tropes. Teodor va ocupar llavors Adrianòpolis i part de Tràcia. Mentrestant els seus soldats ja s'acostaven a Constantinoble, però va haver d'abandonar en arribar-li la notícia que Guillem VI de Montferrat havia desembarcat a Tessàlia. L'imperi de Robert va patir una altra derrota davant l'imperi de Nicea a la batalla de Pemanè en 1224, i quan es va conèixer la derrota, l'exèrcit imperial llatí que assetjava Serres al Despotat de l'Epir es va retirar en caos en direcció a Constantinoble i va ser derrotat decisivament i a finals de 1224 Teodor va entrar a Tessàlònica. Amenaçat tant per Nicea a Àsia com per l'Epir a Europa, l'emperador llatí va demanar la pau a Joan III Ducas Vatatzes, que es va concloure el 1225 per la que els llatins van abandonar totes les seves possessions asiàtiques excepte la riba oriental del Bòsfor i la ciutat de Nicomèdia amb la regió circumdant.

## El govern de Tessàlia després del regne
L'any 1268 Miquel II de l'Epir va dividir el despotat entres dos dels seus fills: Nicèfor (l'Epir pròpiament dit) i Joan (Tessàlia). A partir de llavors Tessàlia, encara que ja no era un regne va tenir governants propis: Joan I, Constantí i Joan II, després dels quals el territori va quedar dividit entre l'Imperi Romà d'Orient, els magnats locals i els catalans, que van fundar el Ducat de Neopàtria.
Durant un breu temps va haver un intent per part del Despotat de l'Epir, en època de Nicèfor II Orsini, de recuperar Tessàlia, però l'emperador va posar al capdavant un tal Joan Àngel, nadiu de Kastoria, casat amb una dona descendent dels Comnens Ducas de l'Epir, però el territori fou conquerit pel rei serbi Esteve Dušan.

## Reis de Tessalònica
- 1204-1207: Bonifaci I de Montferrat (Bonifaci I de Tessalònica)
- 1207-1222: Demetri de Montferrat (Demetri I de Tessalònica)

El 1222 el Regne és conquerit per Teodor I Àngel-Comnè Ducas, dèspota de l'Epir.

## Reis titulars pretendents de Tessalònica
- 1224-1230: Demetri de Montferrat (Demetri I de Tessalònica)
- 1230-1239: Frederic II del Sacre Imperi Romanogermànic (Frederic I de Tessalònica)
- 1239-1253: Bonifaci II de Montferrat (Bonifaci II de Tessalònica)
- 1253-1284: Guillem VII de Montferrat (Guillem I de Tessalònica)

El 1266, Balduí II de Constantinoble dona a Hug IV de Borgonya els drets sobre el Regne de Tessalònica, del qual ell es mantindrà com a sobirà.
- 1266-1271: Hug IV de Borgonya (Hug I de Tessalònica)
- 1273-1305: Robert II de Borgonya (Robert I de Tessalònica)
- 1305-1313: Hug V de Borgonya (Hug II de Tessalònica)

El 1313 Hug V de Borgonya cedeix el drets sobre el Regne de Tessalònica a son germà Lluís de Borgonya.
- 1313-1316: Lluís de Borgonya (Lluís I de Tessalònica)
- 1316-1320: Eudes IV de Borgonya (Eudes I de Tessalònica)

El 1320 Eudes IV de Borgonya ven els drets sobre el Regne de Tessalònica a Lluís I de Borbó. Aquest els revengué a Felip I de Tàrent, qui fou el darrer en titular-se rei de Tessalònica.